# Шамко В'ячеслав Іванович
В'ячесла́в Іва́нович Шамко́ (7 червня 1948, Сімферополь, УРСР, СРСР — 22 травня 2003, Одеса, Україна) — радянський та український історик, педагог, кандидат історичних наук, доцент.

## Біографічні дані
В'ячеслав Іванович Шамко народився 7 червня 1948 року у Сімферополі в родині ветеранів війни. В 1970 році закінчив історико-філологічний факультет Кримського державного педагогічного інституту, а у 1975 році — аспірантуру Одеського державного університету імені І. І. Мечникова.
В 1976 році захистив дисертацію на здобуття наукового степеня кандидата історичних наук. В 1981 році присвоєно вчене звання доцента. В 1975—1985 роках працював старшим викладачем, доцентом в Одеському державному університеті імені І. І. Мечникова.
В 1985—1992 роках очолював кафедру політичної історії та філософії Одеського державного педагогічного інституту імені К. Д. Ушинського.  Зусиллями В. І. Шамко при кафедрі була відкрита аспірантура. Ініціював відкриття в інституті спеціальності «історія».
Проягом 1992—2002 років був завідувачем кафедри всесвітньої історії Південноукраїнського державного педагогічного університету імені К. Д. Ушинського (м. Одеса).
З 2002 року працював в Одеському національному університеті імені І. І. Мечникова.
Помер 22 травня 2003 року в Одесі. Похований у Сімферополі.

## Наукова діяльність
Коло наукових інтересів складали питання історії революцій та громадянської війни в Росії, внутрішньої політики України 1920-х років, історії партизанського руху 1941—1945 років, ролі молоді та жіноцтва у розвитку суспільства.
В. І. Шамко підготував 19 кандидатів історичних та політичних наук. Є автором 130 опублікованих робіт.

### Деякі роботи
- Женщины — медицинские работники в боях на Малой земле и за освобождение Новороссийска. // Советское здравоохранение. — 1979. — № 6. — С. 59 — 62.
- Бойова діяльність підпільників Криму.// Український історичний журнал. — 1985. — № 5. — С. 107—113.
- Из истории восстановления курортов Крыма в 1944—1950 гг.// Вопросы курортологии, физиотерапии и лечебной физкультуры. — 1985. — № 3. — С. 55 — 57.
- По следам народного подвига: Маршрутами мужества и славы крымских партизан и подпольщиков в годы Великой Отечественной войны. — Симферополь: Таврия, 1986. — 177 с.
- Печать Бунда в 1917 году.// Повышение эффективности подготовки учителей истории без отрыва от производства: Тезисы выступлений Всесоюзной научно — методической конференции. — М. — Одесса, 1990. — С. 49 — 51.
- Из истории положения женщин в Китае в 60-70 гг.// Жіночий рух в Україні: історія і сучасність: Тези доповідей міжнародної наукової конференції. — К., 1994. — С. 56 — 58.
- Из истории боевых подвигов женщин — партизанок и подпольщиц в Крыму (1941—1944 гг.)//Жінки України: сучасний статус і перспективи: Тези доповідей міжнародної науково-практичної конференції. — К., 1995. — С. 361—362.
- Політичні та культурологічні проблеми в Україні.// Науковий вісник Південноукраїнского державного педагогічного університету ім. К. Д. Ушинського. — 1997. — № 1. — С. 4 — 9.
- Ідеологізація освітньої політики в Україні// Науковий вісник Південноукраїнського державного педагогічного університету ім. К. Д. Ушинського. — 1998. — № 2 — 3. — С. 13 — 17.

## Нагороди
- Знак міністерства освіти й науки України «Відмінник освіти України».

## Родина
- Батько: Іван Олександрович (1921—2003) — учасник оборони Ленінграда, інвалід війни.
- Мати: Катерина Миколаївна (1918—1986) — учасниця та дослідниця партизанського руху в Криму; кандидат історичних наук, доцент.
- Дружина: Галина Володимирівна (1948 р.н.) — викладач, кандидат історичних наук, доцент, працювала в Одеському політехнічному інституті — Національному університеті "Одеська політехніка".

## Відгуки про В.І.Шамко
«Усі, хто знав В'ячеслава Івановича Шамко, відзначають притаманні йому кращі риси педагога, вченого, людини: дивовижну працездатність, вражаючу послідовність у діях, високий ступінь самоорганізації, несхитну принциповість, багатогранну компетентність і ерудицію…» (О. Г. Перехрест)

## Пам'ять
- Життя і пам'ять: Науковий збірник, присвячений пам'яті В'ячеслава Івановича Шамко/ відп. ред. В. М. Букач. — Одеса: Наука і техніка, 2009. — 172 с. https://books.google.com.ua/books?isbn=9668335929
- Життя і пам'ять: Науковий збірник, присвячений пам'яті В'ячеслава Івановича Шамко/ відп. ред. В. М. Букач. — Вип. 2. — Одеса: Homeless Publishing, 2015. — 181 с.; http://dspace.pdpu.edu.ua/bitstream/123456789/2339/1/Zhittya_i_pamyat_2.pdf [Архівовано 13 листопада 2019 у Wayback Machine.]
- Життя і пам'ять: Науковий збірник, присвячений пам'яті В'ячеслава Івановича Шамко/ відп. ред. В. М. Букач. — Вип. 3. — Одеса: Homeless Publishing, 2018. — 204 с.;http://dspace.pdpu.edu.ua/bitstream/123456789/2361/1/Zhittya_i_pamyat_3.pdf [Архівовано 13 листопада 2019 у Wayback Machine.]